# 패킷 라디오

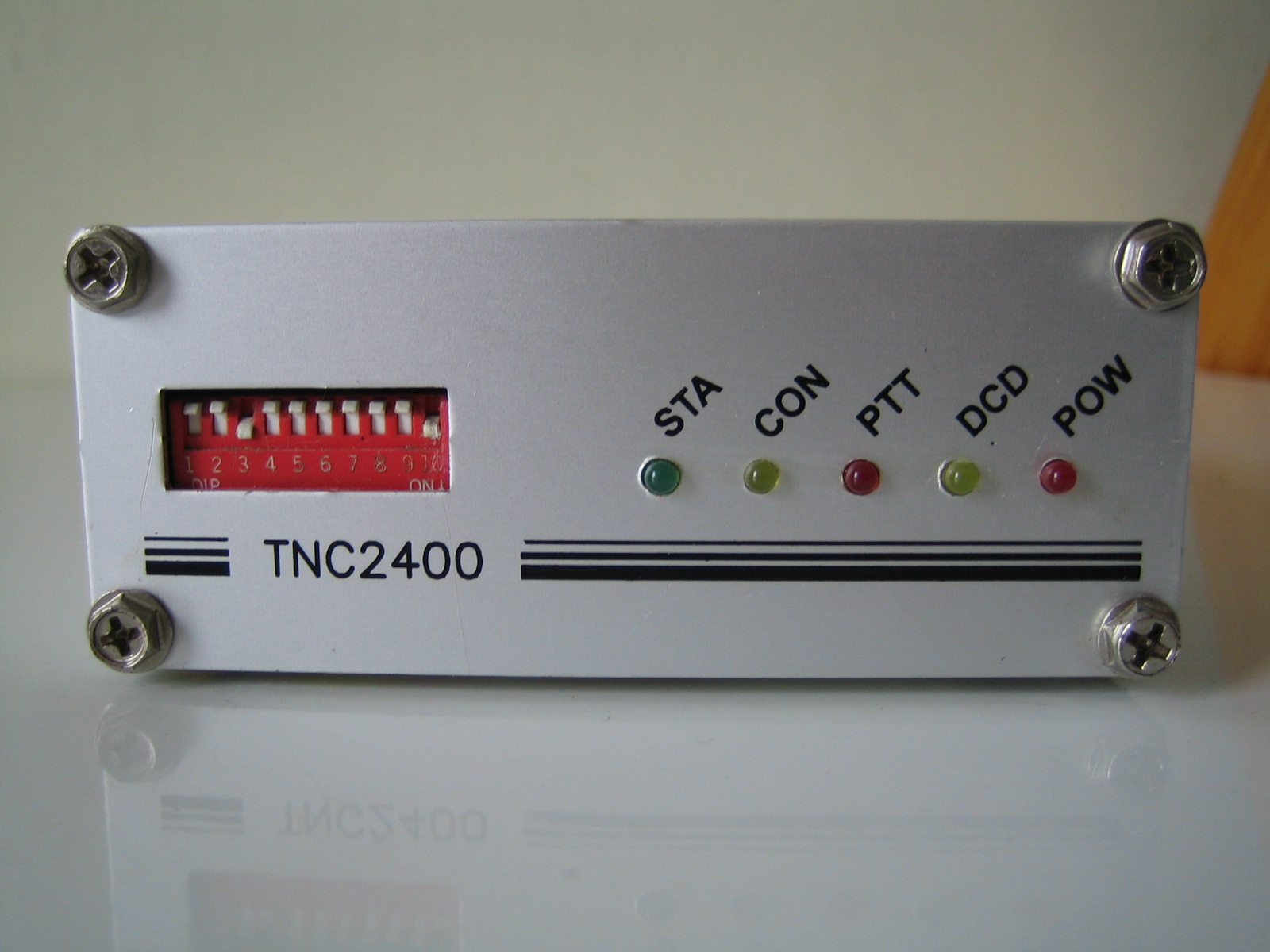
터미널 노드 컨트롤러 2400 보드 패킷 라디오 모뎀

패킷 라디오(packet radio)는 디지털 라디오에서 디지털 라디오 통신에 패킷 교환 기술을 적용한 것이다. 패킷 라디오는 회선 교환이나 메시지 교환 프로토콜이 아닌 패킷 교환 프로토콜을 사용하여 무선 통신 링크를 통해 디지털 데이터를 전송한다.
패킷 라디오는 아마추어 무선 운영자가 자주 사용한다. AX.25(Amateur X.25) 프로토콜은 X.25 데이터 링크 계층 프로토콜에서 파생되었으며 아마추어 무선 사용에 맞게 조정되었다. 모든 AX.25 패킷에는 아마추어 무선국 식별에 대한 미국 FCC 요구 사항을 충족하는 보낸 사람의 아마추어 무선 호출 부호가 포함되어 있다. AX.25를 사용하면 다른 스테이션이 자동으로 패킷을 반복하여 전송 범위를 확장할 수 있다. 모든 패킷 스테이션은 애드혹 네트워크를 통해 먼 스테이션을 서로 연결하는 디지피터 역할을 할 수 있다. 이는 패킷 라디오를 비상 통신에 특히 유용하게 만든다.
패킷 라디오는 이동 통신에 사용될 수 있다. 일부 모바일 패킷 무선국은 자동 패킷 보고 시스템(APRS)을 사용하여 주기적으로 위치를 전송한다. APRS 패킷이 "i-gate" 스테이션에서 수신되면 위치 보고 및 기타 메시지가 인터넷 서버로 라우팅될 수 있으며 공개 웹페이지에서 액세스할 수 있다. 이를 통해 아마추어 무선 운영자는 전 세계의 원격 측정 및 기타 메시지와 함께 차량, 등산객, 고공 열기구 등의 위치를 추적할 수 있다.
일부 패킷 무선 구현에서는 TARPN과 같은 전용 지점 간 링크도 사용한다. 이와 같은 경우 잡음이 많고 약한 신호 링크에 대한 순방향 오류 수정을 지원하는 IL2P(개선된 계층 2 프로토콜)와 같은 새로운 프로토콜이 등장했다.

## 같이 보기
- D-STAR
- 무선 애드혹 네트워크